# John Nelson (họa sĩ hiệu ứng hình ảnh)
John Nelson (sinh ngày 21 tháng 7 năm 1953 tại Detroit, Michigan) là một nhà giám sát hiệu ứng hình ảnh tốt nghiệp Đại học Michigan từ năm 1976. Ông giành chiến thắng Giải Oscar cho Hiệu ứng hình ảnh xuất sắc nhất tại Giải Oscar lần thứ 73 cho đóng góp của mình trong phim điện ảnh Gladiator. Ông cũng nhận được nhiều đề cử Oscar khác cho việc giám sát phần hiệu ứng hình ảnh trong I, Robot, Người Sắt, và cho Tội phạm nhân bản 2049, bộ phim đã giúp ông có được tượng vàng Oscar thứ hai trong sự nghiệp.